# 威廉·卡克斯頓

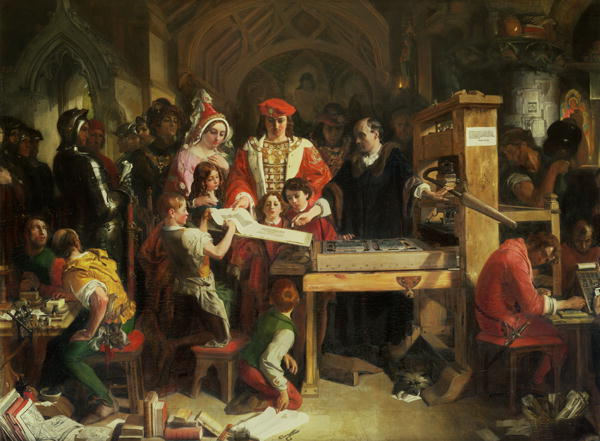
威廉·卡克斯頓在西敏寺，正向國王愛德華四世及 伊利莎伯女王 出示印刷品的樣本

威廉·卡克斯頓（英語：William Caxton，约1422年—约1491年） ，英格蘭商人、外交官、作家及出版人。他把印刷機傳入英格蘭，並且是首個以出版家自居的英格蘭人。他同時經營首個本地英語書籍零售商（在此之前伦敦的零售书商都来自荷兰、法国和德国。）。

## 對英語的貢獻
卡克斯頓印刷了八成自己製作的作品。他翻譯了大量外語作品，還自己包辦排版、校對等工作。他一生中總共印刷了108部書，其中內容相異者達87部。眾多書籍中，卡克斯頓自行翻譯了26部。他翻譯的原則是咬文嚼字，慕求令譯本與外語原文如出一轍，但趕急的出版進度令他無法雕琢文字，而且他本身欠缺翻譯技巧，將法語譯成英語時造成諸多錯誤。
當年英語處於不斷變化的年代，而他所印刷書籍時亦遇上不同的風格及方言。由於當時英語欠缺標準，他要不斷解決技術上的問題（他曾在埃涅阿斯紀的自序中就此經歷抱怨），直至後來他的接班人Wynkyn de Worde仍遇上同樣問題。
卡克斯頓多年來印刷的經歷，為英語奠下標準（不同區域方言在書面上的準則）。他擴充英語詞彙量、詞形變化及語法，還擴大了書面語和口語之間的差別。儘管在後來1491年左右開始在倫敦印刷的理查德‧潘純才是將中古英語（Chancery Standard）發揚光大者。
像英文字"Ghost" 中 h 不發音的習慣，正是因卡克斯頓根據佛拉芒语的習慣引致。